# Nepenthes boschiana
Nepenthes boschiana Korth., 1839 è una pianta carnivora della famiglia Nepenthaceae, endemica del Borneo.

## Conservazione
La Lista rossa IUCN classifica Nepenthes boschiana come specie in pericolo di estinzione (Endangered).